# Darius (computerspel)
Darius is een computerspel ontwikkeld en uitgegeven door Taito als arcadespel. De shoot 'em up verscheen voor het eerst in februari 1987.

## Spel
Het spel maakt in de arcadeversie gebruik van drie beeldschermen, die via een systeem van spiegels zorgen voor een naadloze aansluiting. Ook kan het spel niet-lineair worden gespeeld en er zijn meerdere eindes mogelijk.

## Platforms
| Jaar | Platform                   |
| ---- | -------------------------- |
| 1987 | Arcade                     |
| 1989 | Atari ST, Amiga            |
| 1990 | TurboGrafx-16, ZX Spectrum |
| 1991 | Game Boy                   |
| 2008 | Virtual console (Wii)      |

## Ontvangst
| Beoordeeld door | Platform      | Datum         | Score  |
| --------------- | ------------- | ------------- | ------ |
| Defunct         | TurboGrafx-16 | november 2005 | 93%    |
| Power Play      | Game Boy      | mei 1992      | 82%    |
| Amiga Joker     | Amiga         | december 1989 | 74%    |
| ACE             | Atari ST      | februari 1990 | 72%    |
| All Game Guide  | TurboGrafx-16 | 1998          | 3,5/5  |
| Video Game Den  | TurboGrafx-16 | maart 2012    | 3/5    |
| Retro Archives  | Amiga         | januari 2018  | 12/20  |
| ASM             | Atari ST      | december 1989 | 6,4/12 |

## Trivia
- Het spel is opgenomen in het boek 1001 Video Games You Must Play Before You Die van Tony Mott.